# 1883 en mathématiques
Cet article présente les faits marquants de l'année 1883 en mathématiques.

## Naissances
- 15 janvier : James Mercer (mort en 1932), mathématicien britannique.
- 7 février : Eric Temple Bell (mort en 1960), mathématicien et auteur de science-fiction écossais.
- 15 février : Klara Löbenstein (morte en 1968), mathématicienne allemande.
- 5 mai : Anna Johnson Pell Wheeler (morte en 1966), mathématicienne américaine.
- 28 mai : Vladimir Aleksandrovich Kostitzine (mort en 1963), bio-mathématicien russe.
- 23 juillet : Włodzimierz Stożek (mort en 1941), mathématicien polonais.
- 16 août : René Gosse (mort en 1943), mathématicien et résistant français.
- 15 septembre : Esteve Terradas (mort en 1950), mathématicien et ingénieur espagnol.
- 8 octobre : Ielpidifor Anempodistovitch Kirillov (mort en 1964), mathématicien et physicien soviético-russe.
- 24 octobre : Albert Châtelet (mort en 1960), mathématicien et homme politique français.
- 9 décembre : Nikolaï Louzine (mort en 1950), mathématicien russe.
- 20 décembre : Pierre Lecomte du Noüy (mort en 1947), mathématicien, biophysicien, écrivain et philosophe français.

## Décès

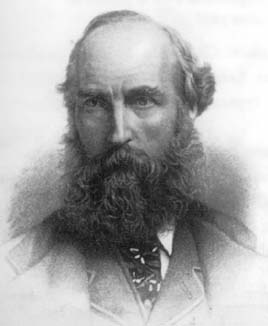
William Spottiswoode

- 9 février : Henry John Stephen Smith (né en 1826), mathématicien britannique.
- 18 avril : Édouard Roche (né en 1820), mathématicien et astronome français.
- 27 avril : Édouard Roche (né en 1820), mathématicien et astronome français.
- 20 juin : John William Colenso (né en 1814), évêque anglicanisme de la province du Natal, mathématicien, théologien et réformateur social.
- 25 juin : Jules de La Gournerie (né en 1814), ingénieur et mathématicien français.
- 27 juin : William Spottiswoode (né en 1825), mathématicien et physicien britannique.
- 9 septembre : Victor Puiseux (né en 1820), mathématicien et astronome français.
- 15 septembre : Joseph Plateau (né en 1801), physicien et mathématicien belge. Il a découvert la synthèse du mouvement.
- 23 décembre : Antoine Yvon Villarceau (né en 1813), ingénieur, astronome et mathématicien français.